# Иља Коваљчук
Иља Коваљчук (рус. Илья Валерьевич Ковальчук; Калињин, 15. април 1983) је руски хокејаш који тренутно игра у СКА. Игра на позицији левог крила.

## Каријера
Каријеру је почео 1999. године у московском Спартаку. Након годину дана проведених у клубу одлази на драфт. Коваљчука су Атланта трешерси бирали као првог пика на драфту 2001. године. Већ у првој сезони је показао да је бриљантан таленат. Сезону је завршио као другопласирани у поретку за најбољег новајлију лиге, иза саиграча Дени Хитлија са 51 бодом. Већ је следеће сезоне (2002/03.) постао главни играч и вођа екипе. Напредовао је у односу на прошлу сезону постигавши 38 голова и освојивши 68 бодова. У сезони 2003/04. био је најбољи стрелац регуларног дела НХЛ сезоне са 41 голом (46 асистенција) и освојио Морис Ришаров трофеј.
Због штрајка играча (није играна НХЛ лига) током сезоне 2004/05. Коваљчук се вратио кући, где је играо за руски Ак Барс, а касније и за Атлант.
Након једногодишње паузе, Коваљчук се вратио у Трешерсе. Нису успели да уђу у плеј-оф, али је Коваљчук одиграо сезону каријере освојивши 98 бодова (52 гола, 46 асистенција). Коваљчук је први играч у историји Атланта трешерса који је у једној сезони постигао 50 или више погодака.
У сезони 2007/08. Коваљчук је изабран као замена у екипи Истока за Ол стар који се одржау у Атланти. Следеће године поново је заиграо на ол стару који је одржан у Монтреалу.
У фебруару 2010. Коваљчук је одбио да потпише нови 12-годишњи уговор са Атланта трешерсимма вредан 101 милион долара. Неколико сати пре краја рока за размену играча мењан је у Њу Џерзи девилсе. Коваљчук је у Њујорк дошао заједно са финским одбрамбеним играчем Анси Самлелом, док су у супротном правцу кренули Џони Одуја, Никлас Бергфорс, и јуниор Патрис Кормиер. Девилси су Трешерсима такође препустили право свог избора у првом круга драфта 2010. године.
За осам година проведених у Атланти Коваљчук је одиграо 594 утакмице, у којима је уписао 328 голова те укупно 615 бодова, што га чини најефикаснијим играчем Трешерса у краткој историји овог клуба. У последњој сезони у 49 утакмица постигао је 31 гол те додао 27 асистенција.

### Репрезентација
За Репрезентацију Русије дебитовао је на Зимским олимпијским играма 2002. у Солт Лејк Ситију где је освојио бронзану медаљу.
Иља Коваљчук има две освојене златне медаље са Светског првенства 2008. у Канади и Светског првенства 2009. у Швајцарској. Поред злата има освојену сребрну медаљу са Светског првенства 2010. у Намачкој и две бронзане медаље освојена на Светском првенству 2005. у Аустрији и Светском првенству 2007. у Русији.
На Светском првенству 2009. у Швајцарској проглашен је за најбољег играча, а на Светском првенству 2010. у Намачкој био је најефикаснији играч са 12 поена.